# Cornèlia (filla de Sul·la)
Cornèlia (en llatí Cornelia Silla) va ser la filla del dictador Luci Corneli Sul·la i de Julia. Va néixer quan el seu pare ja havia mort.
Es va casar amb Quint Pompeu Ruf, assassinat pel partit popular el 88 aC per ordre del tribú Publi Sulpici Ruf.